# Kirkcowan Parish Church

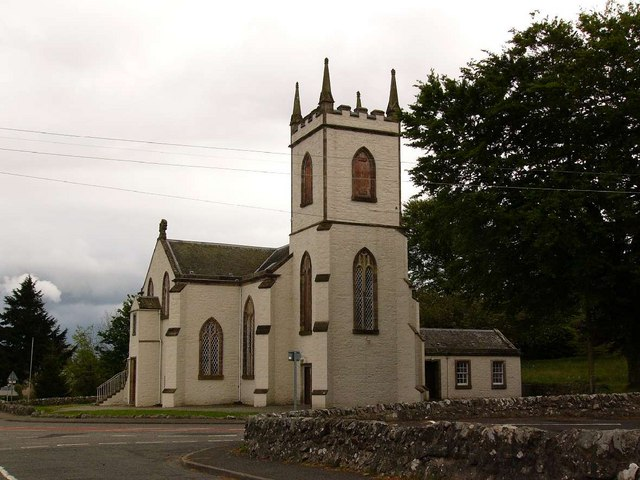
Kirkcowan Parish Church

Die Kirkcowan Parish Church ist ein Kirchengebäude der presbyterianischen Church of Scotland in der schottischen Ortschaft Kirkcowan in der Council Area Dumfries and Galloway. 1972 wurde das Bauwerk in die schottischen Denkmallisten in der höchsten Denkmalkategorie A aufgenommen.

## Geschichte
Vor dem Bau der heutigen Pfarrkirche befand sich ein älteres Kirchengebäude in Kirkcowan, das vermutlich aus dem 17. oder 18. Jahrhundert stammt. Mit dem Bau der Kirkcowan Parish Church im Jahre 1834 wurde die Kirkcowan Old Parish Church obsolet. Sie ist heute nur noch als denkmalgeschützte Ruine erhalten.

## Beschreibung
Die Kirkcowan Parish Church befindet sich im Zentrum der kleinen Ortschaft. Sie weist einen grob T-förmigen Grundriss auf. Das Mauerwerk des neogotischen Bauwerks besteht aus Bruchstein mit polierten Natursteineinfassungen aus Sandstein. An der Nordseite ist ein gedrungener, dreistöckiger Glockenturm mit quadratischem Grundriss vorgelagert. Er schließt mit einer zinnenbewehrten Brüstung und Eckfialen ab. Der Eingangsbereich befindet sich an der Nordostseite. Der darüberliegende Giebel ist mit einer Kreuzblume verziert. Die Galerie ist direkt über Vortreppen mit schlichten gusseisernen Geländern an den Nordost- und Südwestseiten zugänglich. Entlang der Fassaden sind verschiedene schlichte spitzbögige Maßwerke bestehend aus je zwei Spitzbogenfenstern eingelassen. Das abschließende Satteldach ist mit Schiefer eingedeckt.